# Сент-Ігнейшес (Монтана)
Сент-Ігнейшес (англ. St. Ignatius) — місто (англ. town) в США, в окрузі Лейк штату Монтана. Населення — 768 осіб (2020).

## Географія
Сент-Ігнейшес розташований за координатами 47°19′6″ пн. ш. 114°5′43″ зх. д. / 47.31833° пн. ш. 114.09528° зх. д. (47.318259, -114.095399).  За даними Бюро перепису населення США в 2010 році місто мало площу 1,46 км², з яких 1,46 км² — суходіл та 0,00 км² — водойми. В 2017 році площа становила 1,38 км², з яких 1,38 км² — суходіл та 0,00 км² — водойми.

## Демографія
Згідно з переписом 2010 року, у місті мешкали 842 особи в 333 домогосподарствах у складі 210 родин. Густота населення становила 576 осіб/км².  Було 369 помешкань (253/км²).
Расовий склад населення:
| - 48,3 % — білих - 42,4 % — корінних американців - 0,2 % — чорних або афроамериканців - 0,1 % — вихідців з тихоокеанських островів |

До двох чи більше рас належало 8,7 %. Частка іспаномовних становила 4,2 % від усіх жителів.
За віковим діапазоном населення розподілялося таким чином: 30,2 % — особи молодші 18 років, 55,0 % — особи у віці 18—64 років, 14,8 % — особи у віці 65 років та старші. Медіана віку мешканця становила 35,0 року. На 100 осіб жіночої статі у місті припадало 93,1 чоловіків;  на 100 жінок у віці від 18 років та старших — 81,5 чоловіків також старших 18 років.
Середній дохід на одне домашнє господарство  становив 40 333 долари США (медіана — 30 938), а середній дохід на одну сім'ю — 44 251 долар (медіана — 42 500). Медіана доходів становила 32 250 доларів для чоловіків та 35 000 доларів для жінок. За межею бідності перебувало 29,5 % осіб, у тому числі 39,5 % дітей у віці до 18 років та 23,3 % осіб у віці 65 років та старших.
Цивільне працевлаштоване населення становило 341 осіб. Основні галузі зайнятості: освіта, охорона здоров'я та соціальна допомога — 29,0 %, мистецтво, розваги та відпочинок — 14,1 %, роздрібна торгівля — 11,7 %, публічна адміністрація — 11,1 %.